# هاربور ایر سیپلینز
هاربور ایر سیپلینز (به انگلیسی: Harbour Air Seaplanes) یک شرکت هواپیمایی است که در ۱۹۸۲ میلادی تأسیس شده‌است. قطب هاربور ایر سیپلینز در فرودگاه آبی بندرگاه ونکوور قرار دارد.